# Mauligobius maderensis
Mauligobius maderensis es una especie de peces de la familia de los Gobiidae en el orden de los Perciformes.

## Morfología
Los machos pueden llegar a alcanzar los 15 cm de longitud total.

## Hábitat
Es un pez de Mar y, de clima templado y demersal.

## Distribución geográfica
Se encuentra en el Atlántico oriental:  Madeira e Islas Canarias.

## Observaciones
Es inofensivo para los humanos.